# Mirash Ivanaj
Mirash Ivanaj (nevének ejtése miɾaʃ ivanaj; Podgorica, 1891. március 12. – Tirana, 1953. szeptember 22.) albán oktatáspolitikus, pedagógus, költő. 1933 és 1935 között a negyedik Evangjeli-kormány oktatásügyi minisztere volt, nevéhez fűződött az albániai magán-, felekezeti és nemzetiségi iskolák államosítása (1933), majd az állami közoktatási törvénycsomag hatályba léptetése (1934).

## Életútja
Podgoricában született, családja az Albán-Alpokból, a triepshi törzs szállásterületéről költözött a montenegrói városba. Középiskolai tanulmányait 1912-ben fejezte be Belgrádban, majd a római La Sapienza Egyetemen szerzett jogi és irodalomtudományi oklevelet. Noha családja katolikus felekezetű volt, Ivanaj eddigre kifejezetten vallásellenes nézeteket vallott és egy szabadkőműves nagypáholy tagja lett.
1923-ban hazatért Albániába, és közreműködött az unokabátyja, Nikollë Ivanaj által Shkodrában kiadott antiklerikális hetilap, a Republika (’A Köztársaság’) szerkesztésében. 1924 májusában, a júniusi forradalom előestéjén Jugoszláviába szökött, és csak aztán tért vissza hazájába, hogy a forradalom által elűzött Amet Zogu 1924 decemberében restaurálta hatalmát. 1928-ban egy shkodrai gimnázium igazgatójának nevezték ki, 1931-től pedig a főváros, Tirana egyik gimnáziumában tanított irodalmat és filozófiát.

### Oktatási miniszteri tevékenysége
Az 1932. őszi parlamenti választás eredményeként Ivanaj az albán nemzetgyűlés képviselője lett. Pandeli Evangjeli 1933. január 11-én felesküdött negyedik kormányában megbízást kapott az oktatási tárca vezetésére. Ivanaj februárban nagy lendülettel vetette bele magát az elődje, Hilë Mosi által előkészített iskolaállamosítási törvény végrehajtásába. 1933. április 22-én keresztülvitte a nemzetgyűlésen az 1928-as alkotmány módosítását, amelynek során kivették az alaptörvényből a felekezeti és magániskolák alapítási és működtetési jogát, csak az állami fenntartású iskolarendszert ismerték el. Ennek következményeként országszerte átszervezték vagy megszüntették a magán-, felekezeti és nemzetiségi iskolákat, köztük a legpatinásabb tanintézeteket. Az Albániában iskolákat fenntartó Olaszország felháborodva fogadta a fejleményeket, a tiranai Amerikai Szakiskolát finanszírozó Amerikai Vörös Kereszt pedig tiltakozásul kivonult az országból. A Vörös Kereszt hídfőállásainak feladását különösen fájlalta az uralkodó, I. Zogu, és 1933 augusztusában a vehemens Ivanaj leváltását fontolgatta.
Ivanajt azonban a tiltakozások nem tántorították el, minisztériuma tovább dolgozott a nemzeti közoktatási törvény előkészítésén, amit végül 1934. szeptember 26-án fogadott el a nemzetgyűlés. A tisztán állami iskolarendszerben a tanítás nyelve kizárólag az albán lett, az általános iskola ötödik osztályáig bevezették a tankötelezettséget, és iskolalétesítési programot indítottak azokon a településeken, ahol a tanköteles gyermekek száma meghaladta a harmincat. Görögország kormánya 1934 szeptemberétől több ízben interpellált a Nemzetek Szövetségének tanácsánál, amelyben az albán kormányt a görög nemzetiségi iskolák bezáratására hivatkozva a kisebbségi jogok eltiprásával vádolták. Végül a hágai Állandó Nemzetközi Bíróság 1935. április 6-ai többségi ítéletében elmarasztalta az albán kormányt az oktatási törvénycsomag egyes pontjai, a nemzetközi kisebbségvédelmi iránymutatások megszegése miatt. 1935. május 23-ára elkészült ajánlásaiban a testület elrendelte az albániai görög közösségek iskoláinak újranyitását, amit az Evangjeli-kormány júniusban rendeletileg újra lehetővé is tett. Ivanaj oktatási reformcsomagjának megbukását követően, 1935. augusztus 30-án lemondott oktatási miniszteri tisztségéről.
Ivanaj volt az az oktatási miniszter, aki 1934. február 6-án március végi hatállyal visszavonta a leendő kommunista pártfőtitkár, Enver Hoxha franciaországi ösztöndíját, miután a diák egyetemi vizsgáin megbukott.

### Utolsó évei és halála
Albánia 1939. április 7-ei olasz megszállása idején Ivanaj Görögországon keresztül Isztambulba menekült, majd a második világháború éveiben munkát keresve élt Libanonban, Jeruzsálemben és Egyiptomban. Innen tért haza 1945 szeptemberében, miután az ország új, kommunista vezetése garantálta személyi szabadságát. 1945 novemberében a tiranai tanítóképző intézetben kezdett el tanítani.
A kommunista párt egyik tisztogatási hulláma során, 1947. május 15-én Jugoszlávia-ellenesség vádjával letartóztatták, vallatása során megkínozták, és végül hétévi szabadságvesztésre ítélték. A tiranai börtönben fordítóként dolgozott, ahol a rendszer az értelmiségi, több nyelven beszélő politikai foglyokból külön fordítói munkacsoportot hozott létre. Tizenkét nappal szabadulása előtt, börtönében halt meg 1953. szeptember 22-én.
Ivanaj oktatáspolitikusi és pedagógusi pályafutása mellett egykötetnyi publikálatlan verset és színdarabot hagyott az utókorra.

## Főbb művei
- Mirash Ivanaj: 24 orët e fundit të mbretërisë së Zogut: Ditar (’Zogu királyságának utolsó 24 órája: Napló’). Përgat. Nasho Jorgaqi. Tiranë: Toena. 1997.   164 o.
- Martin Ivanaj – Mirash Ivanaj: Kulla e shpresës sime… (’Reményeim tornya…’). Përg. Pjetër Dreshaj. Tiranë: Emal. 2008.   80 o.

## Róla szóló irodalom
- Lazër Radi: Misteret e një ministri: Vitet e fundit të Mirash Ivanajt (’Rejtélyek egy miniszter körül: Mirash Ivanaj életének utolsó évei’). Tiranë: Lilo. 1994.   103 o.
- Iljaz Gogaj: Mirash Ivanaj personalitet i shquar i universit shqiptar: Monografi (’Mirash Ivanaj, az albánság kiemelkedő személyisége: Monográfia’). Tiranë: Erik. 2004.  ISBN 9992798351  240 o.
- Lazër Radi: Ministri i hekurt – Mirash Ivanaj (’A vasminiszter: Mirash Ivanaj’). Durrës: Jozed. 2018.   340 o.